# Унианга-Серир
Унианга-Серир (фр. Ounianga Sérir) — деревня в Чаде, расположенная на территории региона Западный Эннеди.

## Географическое положение
Деревня находится в северо-восточной части Чада, на территории пустыни Сахара, на южном берегу озера Тели (входит в состав озёрной группы Унианга), на высоте 508 метров над уровнем моря.
Населённый пункт расположен на расстоянии приблизительно 971 километра к северо-востоку от столицы страны Нджамены.

## Климат
Климат деревни характеризуется как аридный жаркий (BWh в классификации климатов Кёппена). Среднегодовая температура воздуха составляет 26,7 °C. Средняя температура самого холодного месяца (января) составляет 19,2 °С, самого жаркого месяца (июня) — 31,9 °С. Осадки в течение года практически отсутствуют (среднегодовое количество — 8 мм).